# Det islandske får
Det islandske får er efterkommer af de får som de første bosættere i Island bragte med sig til landet i det 9. og 10. århundrede.
Det islandske får nedstammer fra Nordisk korthalefår som blandt andet er i familie med racerne Finnsheep, Romanov, Shetland, Spelsau og den svenske landrace. Alle disse racer nedstammer fra den europæiske korthalerace, som var i majoritet i Skandinavien og Storbritannien i det 8. og 9. århundrede. De største af disse racer er den islandske race og Romanov-racen.